# Listă de scriitori uruguayeni
- Eduardo Acevedo Díaz
- Delmira Agustini
- Enrique Amorim
- Mario Benedetti
- Antonio Díaz
- Francisco Espínola
- Benjamín Fernández
- Alfredo Mario Ferreiro
- Emilio Frugoni
- Eduardo Galeano
- Felisberto Hernández
- Ernesto Herrera
- Julio Herrera y Reissig
- Juana de Ibarbourou
- Jacobo Langsner
- Circe Maia
- Jorge Majfud
- Raúl Montero Bustamante
- Jesús Moraes
- Ariel Muñiz
- Juan Carlos Onetti
- Emilio Oribe
- Cristina Peri Rossi
- Carmen Posadas
- Horacio Quiroga
- José Enrique Rodó
- Mauricio Rosencof
- Florencio Sánchez
- Armonía Somers
- Constancio C. Vigil
- Juan Zorrilla de San Martín